# Dictyophleba stipulosa
Dictyophleba stipulosa là một loài thực vật có hoa trong họ La bố ma. Loài này được (S.Moore ex Wernham) Pichon mô tả khoa học đầu tiên năm 1953.